# Riccardo Morandi

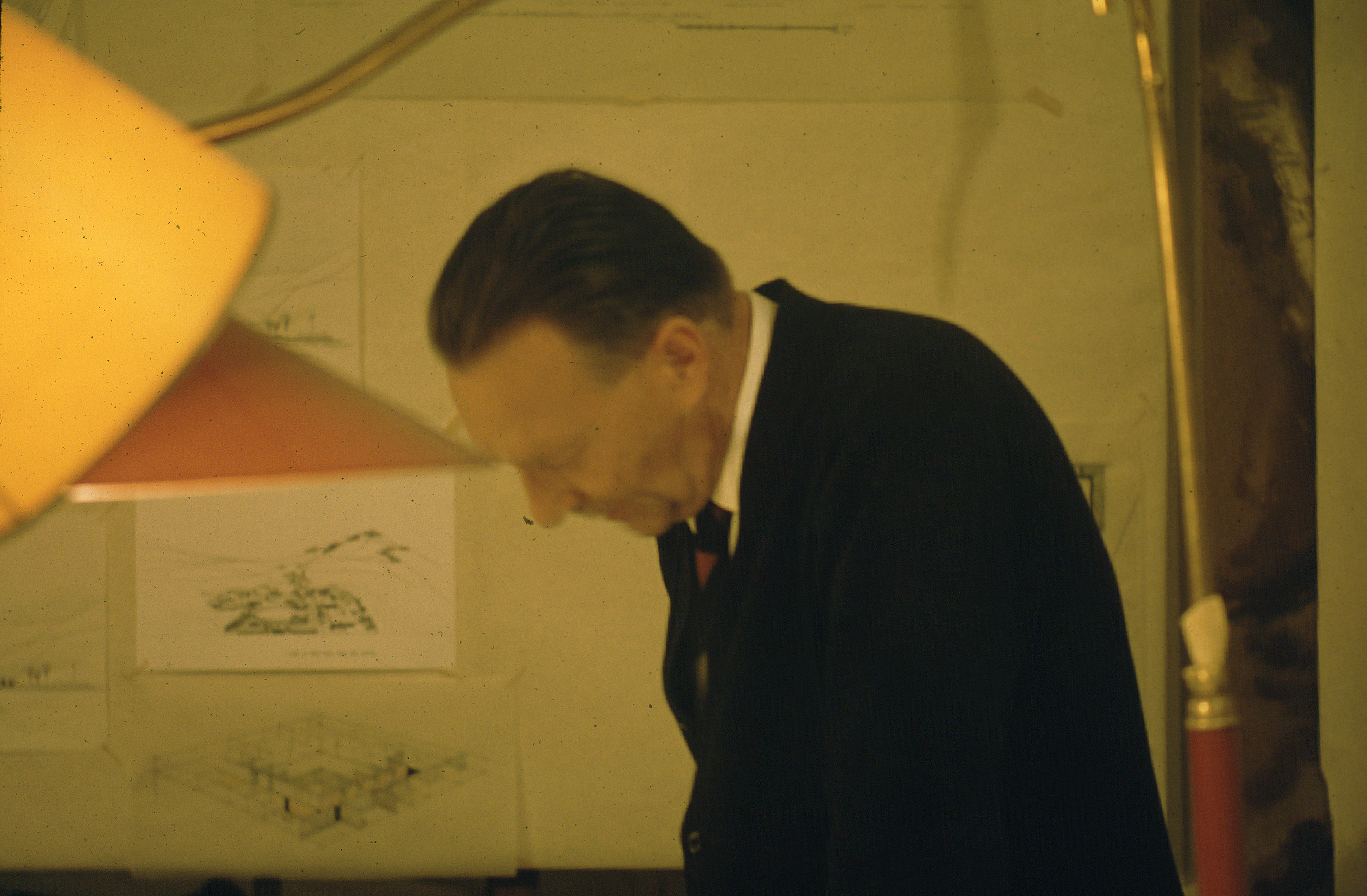
Riccardo Morandi

Riccardo Morandi (Rome, 1 september 1902 – Rome, 25 december 1989) was een Italiaanse architect/civiel ingenieur. Hij wordt gerekend tot de stroming van het Italiaanse rationalisme.

## Biografie
Morandi studeerde in 1927 af als architect en begon daarna zijn eigen ingenieursbureau. Hij begon zijn carrière in Calabrië waar hij in die tijd werkte aan het ontwerpen van constructies in gewapend beton. In deze streek waren nog veel gebouwen te vinden (vooral kerken) die veel schade hadden vanwege de aardbeving van 1908. Later vertrok hij weer naar Rome om daar verder te studeren op de mogelijkheden van gewapend beton, wat in die tijd nog een nieuw bouwmateriaal was in Italië, maar wel een veelbelovende techniek voor de toekomst.
Hij begon zijn carrière in Rome met het ontwerpen van enkele woningen en bioscopen. 
Zijn eerste grote project was de Sint-Barbarakerk in Colleferro (1934). Hier is zijn voorliefde voor het structurele en het formele al te zien. Grote mogelijkheden ontstonden er voor Morandi pas na de oorlog. In de tijd van de wederopbouw werd Morandi vooral op het gebied van het bouwen van bruggen een bekende architect, waarbij hij ook steeds meer internationale erkenning kreeg.
Hij richtte zich vooral op het werken met voorgespannen beton en werkte aan het optimaliseren van een eigen Italiaans procedé van voorspanning. In 1948 ontving hij het eerste patent op zijn vorm van voorgespannen beton, dat nog steeds zijn naam draagt. Hiermee ontwierp hij verschillende bruggen, fabrieksgebouwen, elektriciteitscentrales etc. Ook werd hij over de hele wereld uitgenodigd door onderzoekscentra om lezingen te houden over zijn uitvindingen.

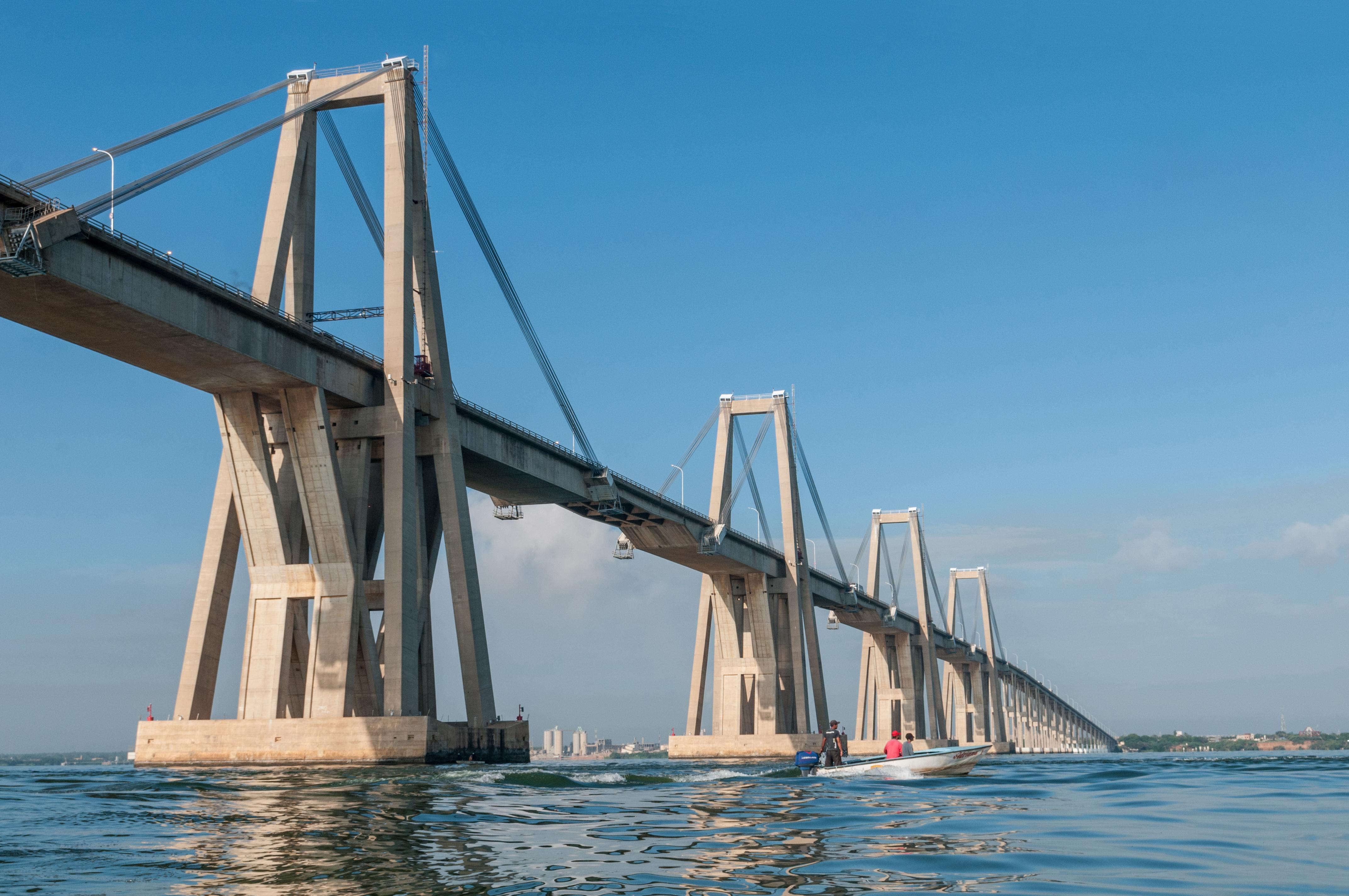
Generaal Rafael Urdanetabrug

In 1953 leidde hij de werkzaamheden om een vleugel van de Arena van Verona te verstevigen met zijn voorgespannen beton. In 1957 won hij een internationale aanbesteding van de regering van Venezuela  voor zijn ontwerp van de Generaal Rafael Urdanetabrug over het Meer van Maracaibo. In 1961 won hij de aanbesteding van de UNESCO voor het verplaatsen van de Egyptische tempels van Aboe Simbel, maar zijn plan werd nooit uitgevoerd. 
Morandi gaf gratis colleges op het gebied van bruggenbouw aan de faculteit Architectuur van de Universiteit van Florence en in 1971 werd hij onderzoeksprofessor aan de Florida State University. Aan de Universiteit van Rome doceerde hij materiaaltechnologie en bouwtechniek.

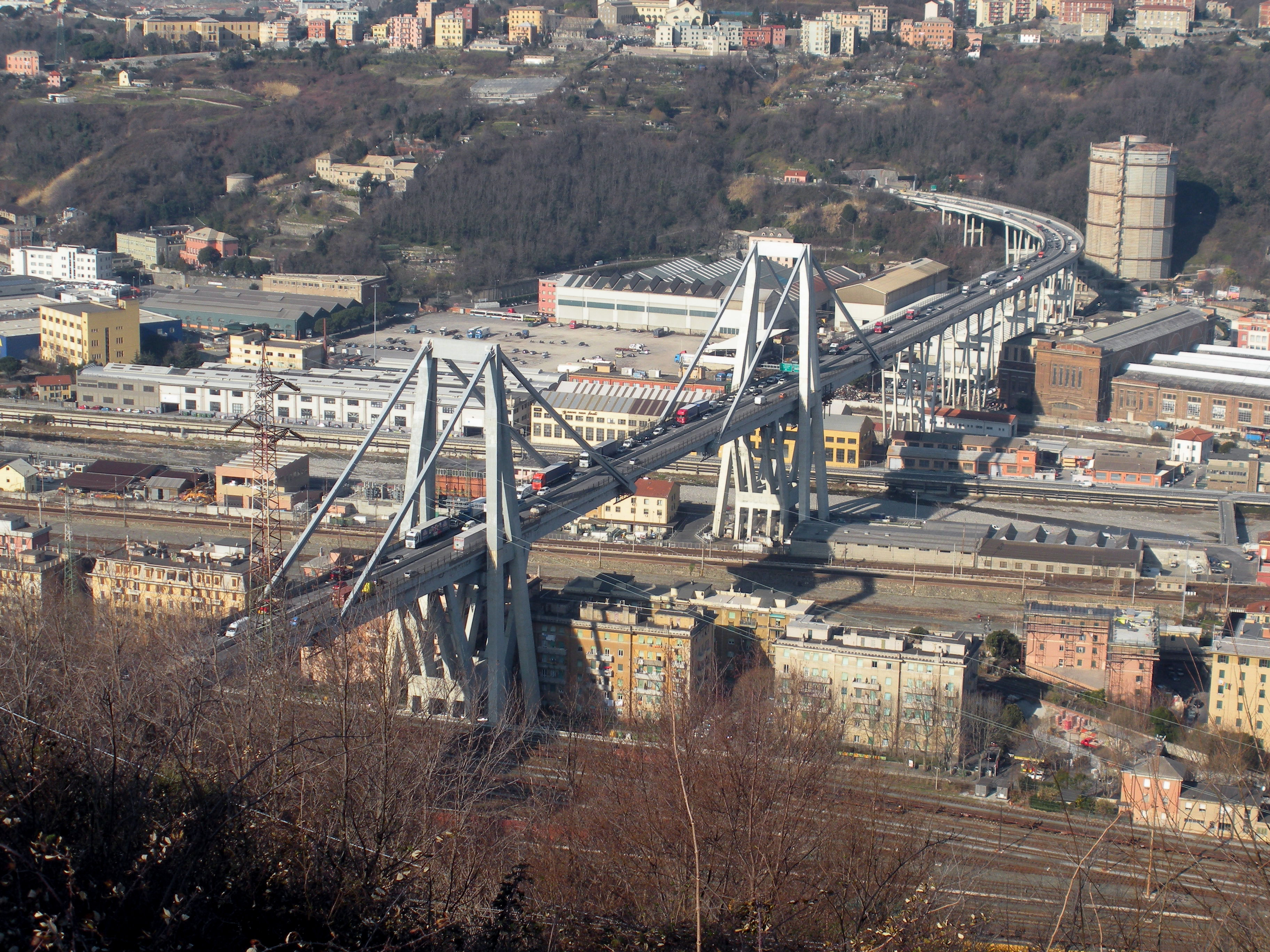
Ponte Morandi over de Polcevera in Genua, ingestort in 2018

Hij ontwierp verder de Ponte Vespucci te Florence, het Fausto Bisantis-viaduct in Catanzaro, het Polceveraviaduct (Ponte Morandi) op de autosnelweg A10 (Genua-Ventimiglia) en de Giuseppe Capograssibrug te Sulmona.
Hij ontving een eredoctoraat van de faculteit Architectuur van de Ludwig-Maximilians-Universität te München en ook van de faculteit Architectuur van de Universiteit van Reggio Calabria.
In Morandi’s werk is een zekere ontwikkeling aan te wijzen. Men kan zeggen dat Morandi tussen 1930 en 1950 zijn persoonlijke stijl ontwikkelde, waarbij hij zich bewoog van het ontwerpen van civiele en industriële gebouwen naar bruggen en grote bouwwerken. In de jaren 1945-1955 hadden boogconstructies zijn bijzondere aandacht en ook toepassingen op het gebied van frames in voorgespannen beton. In de volgende tien jaar richtte hij zich sterker op isostatische voorgespannen betonliggers en in de latere jaren van zijn carrière kreeg hij meer belangstelling voor tuibruggen. Voor Morandi waren technologie en theoretische concepten geen doelen op zich, maar hij wilde in zijn architectonische ontwerpen een evenwicht vinden tussen de functionaliteit, stevigheid en esthetiek van het eindresultaat.
Morandi hield zich intensief bezig met gewapend beton. Hij onderzocht de kracht ervan, de mogelijkheden en het economisch nut. In zekere zin probeerde hij net zoals in het functionalisme vorm en functie te optimaliseren. Met gewapend beton wilde hij niet alleen nieuwe technische oplossingen, maar ook nieuwe ruimtelijke structuren ontwikkelen. 
Een van zijn opvallendste bouwwerken, de Internationale Autosalon in Turijn, kreeg een voorbeeldfunctie in het Italiaanse rationalisme. Het hele systeem van Morandi’s vormentaal komt hierin tot uitdrukking.
Morandi heeft talloze publicaties op het gebied van beton en architectuur op zijn naam staan.

## Projecten
- 1931 - Woning, viale Vaticano, Rome
- 1932 - Bioscoop Odescalchi, (later Majestic), Rome
- 1932 - Garage Piccini, via delle Fornaci, Rome
- 1934 - Santa Barbarakerk, Colleferro
- 1933/34 - Cinema Augustus, Corso Vittorio, Rome
- 1935 - Cementfabriek, Colleferro
- 1935/39 - Theater-bioscoop Giulio Cesare met erbovenliggend pand, viale Giulio Cesare, Rome
- 1938 - Theater-bioscoop Quattro Fontane, via Quattro Fontane, Rome (verbouwing)
- 1941/49 - Appartementengebouw, via delle Terme Daciane, Rome
- 1945 - Brug, San Giorgio a Liri, Frosinone
- 1946 - Bioscoop Astoria, via Stoppani, Rome
- 1947 - Bioscoop Alcyone, via Lago di Lesina, Rome
- 1947/48 - Bioscoop Bologna, via Stamira, Rome
- 1948 - Warmte-krachtcentrale S.R.E., San Paolo, Rome
- 1949/50 - Ponte del Grillo over de Tiber, Monterotondo, Rome
- 1950 - Auditorium van de Accademia Musicale di Santa Cecilia, via Flaminia, Rome
- 1950/54 - Fabrieksgebouw bij Castellaccio, Anagni
- 1950/51 - Luciferfabriek, Zaule, Trieste
- 1951/52 - Warmte-krachtcentrale, Civitavecchia
- 1952 - Brug over de Liri, Sant'Apollinare, Frosinone
- 1952 - Brug over de Arno, Empoli

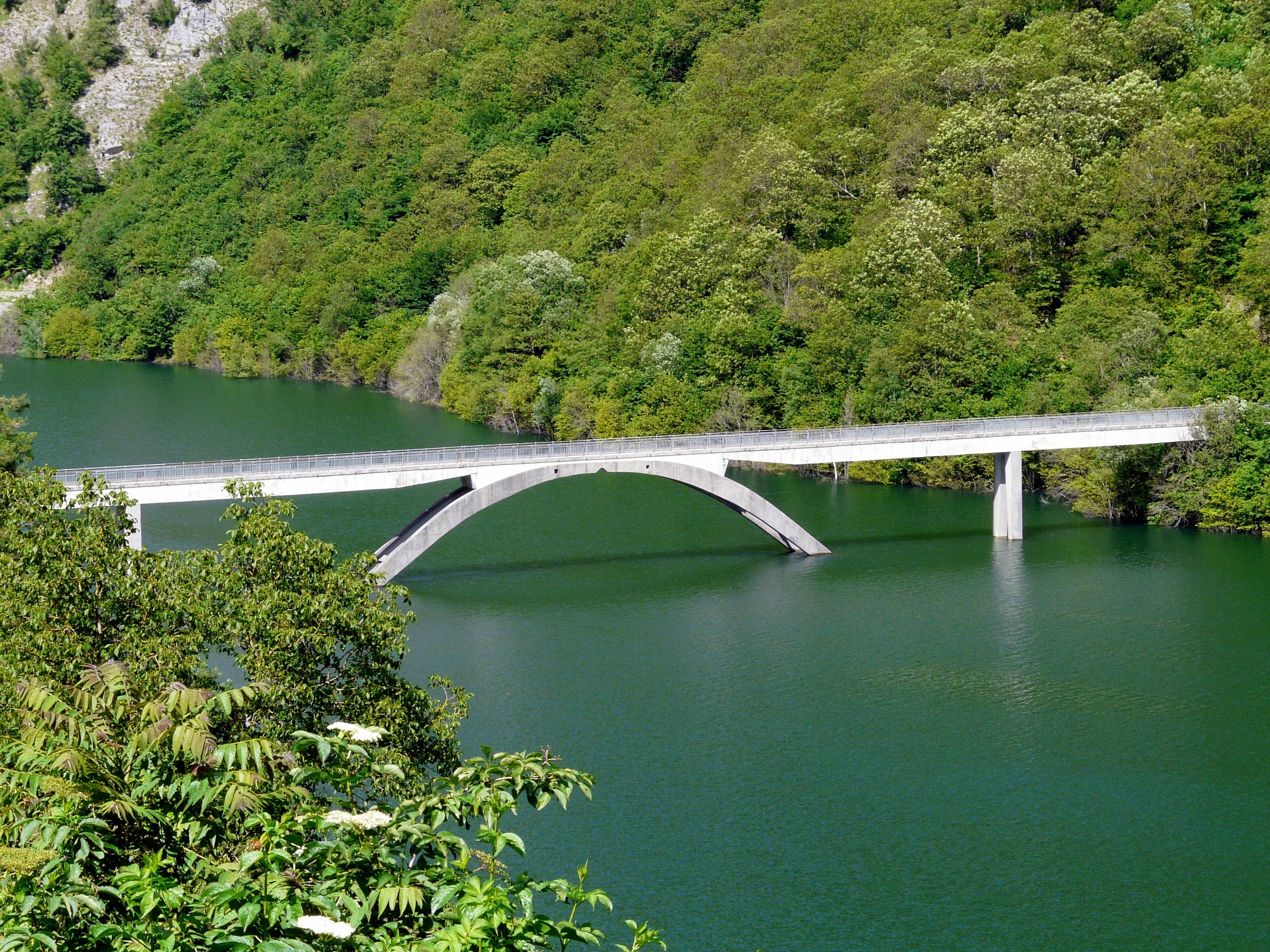
Ponte Morandi - Vagli Sotto

- 1952/54 - Ponte Morandi (voetgangersbrug) over het Vagli-meer, Vagli Sotto (Toscane)
- 1953 - Brug over de Liri, Sora, Frosinone
- 1953/55 - Versteviging van een deel van de Arena van Verona
- 1953/54 - Brug over de Stormsrivier bij Port Elizabeth (Zuid-Afrika)
- 1953/55 - Cementfabriek, Scafa San Valentino, Pescara
- 1954 - Brug over de Cerami, Gagliano Castelferrato (Sicilië)
- 1954 - Warmte-krachtcentrale S.R.E. (Società Romana Elettricità), Fiumicino, Rome
- 1954/56 - Amerigo Vespuccibrug over de Arno, Florence
- 1954/57 - Theater-bioscoop Maestoso met bovenliggende appartementen, via Appia Nuova, Rome

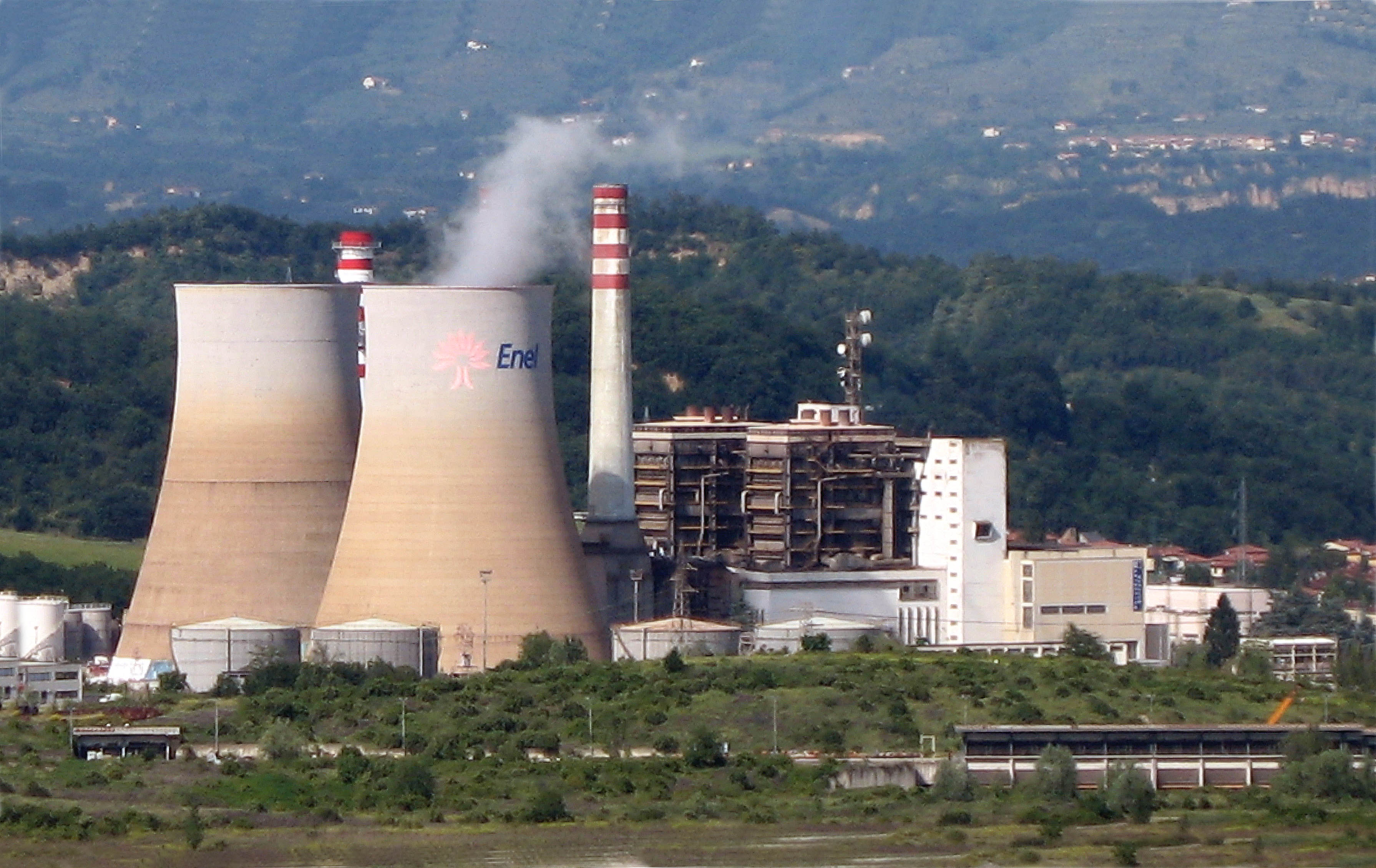
Santa Barbaracentrale - Cavriglia

- 1954/58 - Santa Barbara-warmte-krachtcentrale, Cavriglia (Toscane)
- 1955/57 - Bedrijfsgebouwen van Bombrini-Parodi-Delfino, Colleferro
- 1956/57 - Mercato Metronio (overdekte markthal), via Magna Grecia, Rome
- 1957 - Cementfabriek, Savignano sul Panaro, Modena
- 1957 -  Brug over het kanaal van Fiumicino, (SR296 Ostia- Fiumicino)
- 1957 - Brug over de Sambro, autosnelweg A1 (Florence-Bologna)
- 1957 - Generaal Rafael Urdanetabrug over het Meer van Maracaibo, Venezuela
- 1957 - Brug over de Setta, La Quercia, A1 (Florence-Bologna)
- 1957/60 - Terminal van de luchthaven Fiumicino, Rome
- 1957/64 - Kerncentrale Garigliano, Sessa Aurunca
- 1958/59 - Vijfde paviljoen van Torino Esposizioni, Parco del Valentino, Turijn
- 1958/60 - Viaduct van de via del Foro Italico over de Corso di Francia, Rome

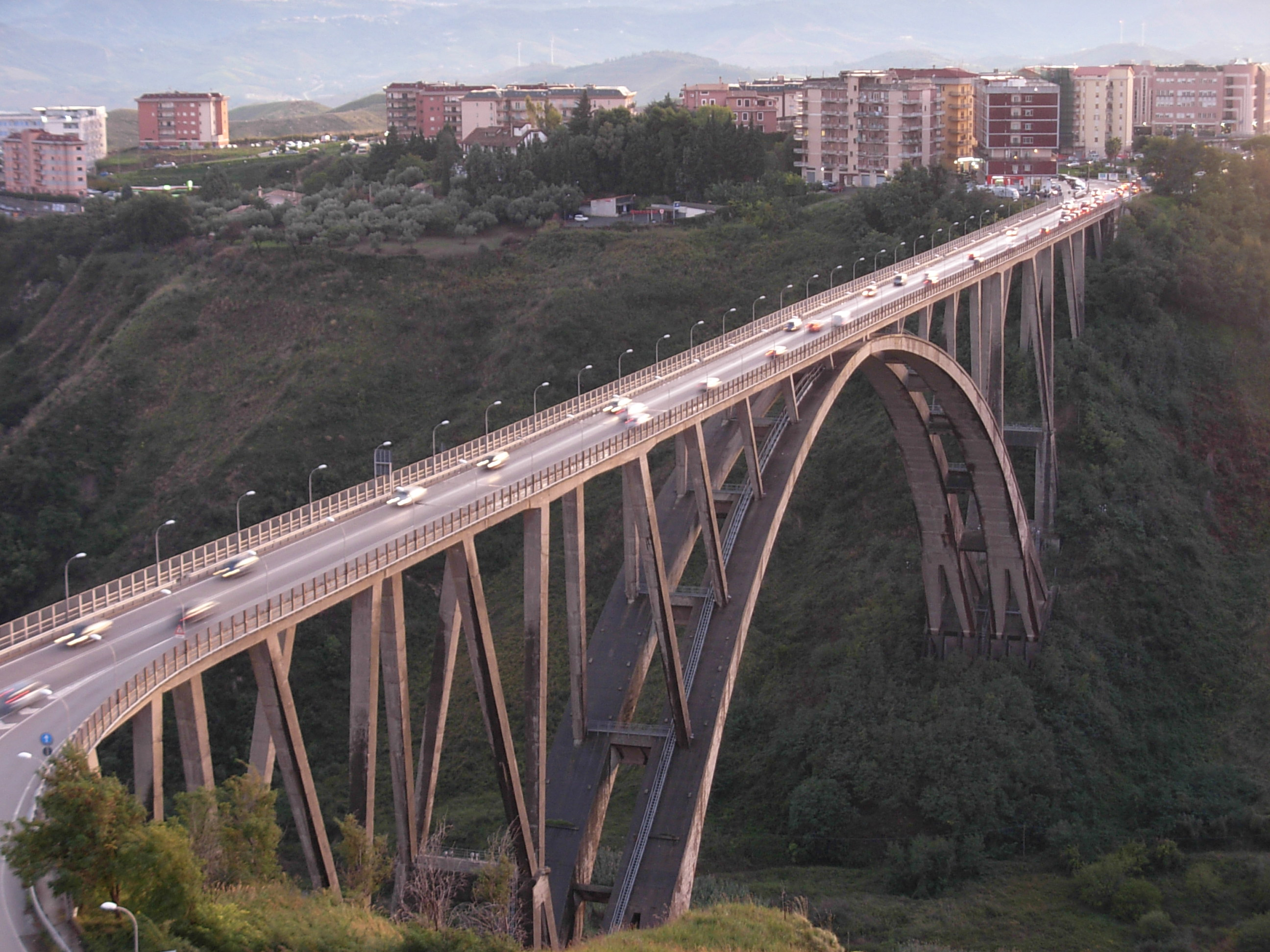
Ponte Bisantis - Catanzaro

- 1958/61 - Ponte Bisantis, Catanzaro
- 1959/62 - Stadskantoor, Carrara
- 1960/65 - Kinnaird Bridge over de Columbia River, Castlegar (Canada)
- 1960/61 - Ontwerp voor de verplaatsing van de Egyptische tempels van Aboe Simbel
- 1960/62 - Ponte Capograssi, Sulmona
- 1960/64 - Polceveraviaduct, autosnelweg A10 (Genua-Savona) (ingestort op 14 augustus 2018)

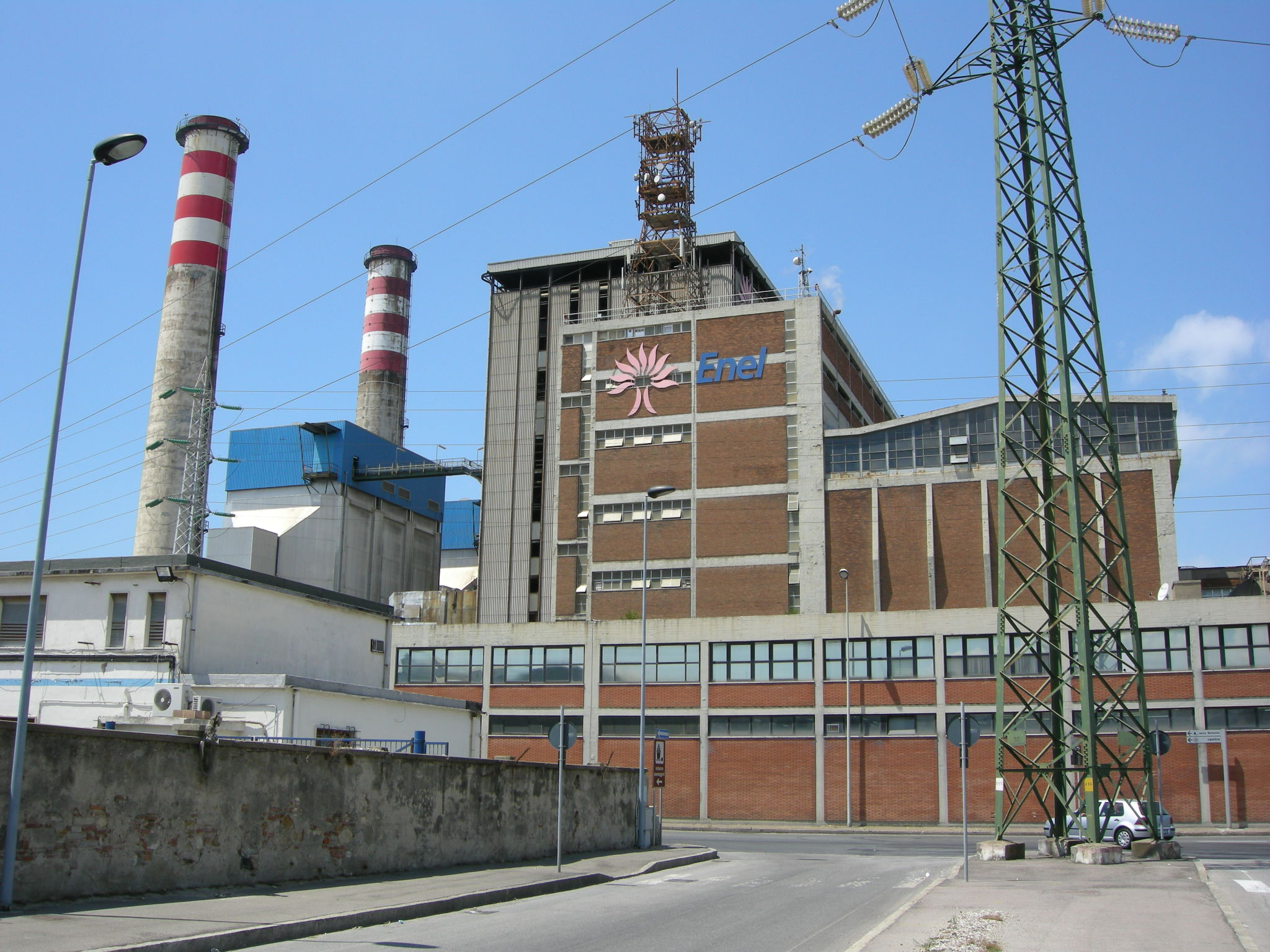
Marzocco-elektriciteitscentrale - Livorno

- 1960/65 - Warmte-krachtcentrale Marzocco, Livorno
- 1961 - DC8-hangar en Alitalia-kantoren op luchthaven Fiumicino, Rome
- 1961 - Monorail voor de Wereldtentoonstelling van 1961 in Turijn
- 1961/62 - Warmte-krachtcentrale Torre Valdaliga, Civitavecchia
- 1962/64 - Brug over het Lago di Paola, Sabaudia
- 1963/67 - Ansa del Tevere-viaduct in de autosnelweg A91, Rome
- 1964/67 - Warmte-krachtcentrale, Bastardo (Umbrië)
- 1964/68 - Bruggen over de Guayas, Guayaquil (Ecuador)
- 1965/66 - Favazzina-viaduct in de autosnelweg A2 bij Scilla

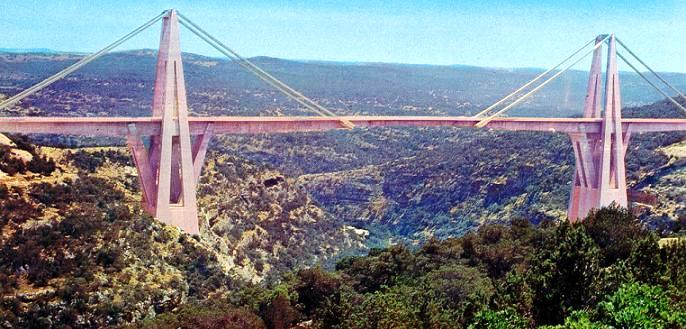
Brug over Wadi al Kuf bij Al Bayda, Libië

- 1965/71 - Brug over Wadi al Kuf bij Al Bayda (Libië)
- 1965/74 - Plan voor de versteviging van de toren van Pisa
- 1966/67 - Hydrografische proefbassins, via di Vallerano, Rome
- 1966/68 - Scirò-viaduct in de autosnelweg A2 bij Scilla
- 1967 - Lontrano-viaduct in de autosnelweg A2 bij Auletta
- 1968 - Brug over de Salsa, Licata (Sicilië)
- 1969/73 - Winkelcentrum "La Piramide" in Abidjan (Ivoorkust)
- 1969/70 - Onderhoudshal voor Boeing 747-toestellen op luchthaven Fiumicino
- 1970 - Viadotto Akragas, Agrigento (Sicilië)
- 1970 - Brug over de Magdalena, Barranquilla (Colombia)
- 1970/78 - Terminal op de luchthaven van Catania (Sicilië)
- 1970/72 - Costa Viola-viaduct in de autosnelweg A2 bij Scilla
- 1971/1989 - Studies en voorstellen voor een brug over de Straat van Messina
- 1971 - Studie voor een brug over de Gouden Hoorn, Istanbul (Turkije)
- 1971 - Centro elaborazione dati (CED) van Alitalia, Rome
- 1971 - Brug over Mare Piccolo, Taranto
- 1973/77 - Ponte Costanzo in de SS115, Ragusa (Sicilië)
- 1975/88 - Hotel Ergife Palace, via Aurelia 619, Rome
- 1976/77 - Hoofdkantoor van transportbedrijf F.A.T.A., Turijn
- 1977 - Sociale woningbouw in Corviale, Rome
- 1979/83 - Drinkwaterreservoir, Valenzano (Bari)
- 1981/84 - Hangar op de luchthaven Fiumicino, Rome
- 1983 - Ponte di Cortes, Madrid (Spanje)
- 1983/85 - Santa Maria Madre del Redentore (kerk), Tor Bella Monaca, Rome
- 1984 - Stronetta-viaduct in de autosnelweg A8, Stresa
- 1984/89 - Santuario della Madonna delle Lacrime, Siracusa (Sicilië)
- 1988 - Garage, via delle Vigne Nuove, Rome